# Alfons Juyol i Bach
Alfons Juyol i Bach (* 10. Mai 1862 in Barcelona; † 29. September 1917 ebenda) war ein katalanischer Bildhauer in der Periode des Modernisme, der sich auf die Dekoration architektonischer Elemente spezialisiert hatte. Seine technische Vielseitigkeit ermöglichte es ihm, sich an den Stil verschiedener Architekten anzupassen, so an den ans Mittelalter erinnernden Stil von Josep Puig i Cadafalch, an den Eklektizismus eines Enric Sagnier oder den floralen Stil von Lluís Domènech i Montaner.

## Biografie
Alfons war Sohn von Magí Juyol i Genovés, eines Großhändlers für Agrarprodukte aus Barcelona, und Maria Bach i València, gebürtig aus Sant Andreu. Er studierte an der Escola Superior de Disseny i Art Llotja in Barcelona und gewann dort einen Preis für seine Zeichnungen. Dort hielt er sich anhand der deutschen Fachzeitschriften, die veröffentlicht wurden, immer über die künstlerischen Strömungen der Zeit auf dem Laufenden. 1888 heiratete er Carmen Casallachs i Ballart, mit der er drei Kinder hatte, Agnès, Alfons und Carmen.
Gegen Ende des 19. Jahrhunderts widmete er sich der Herstellung von Grabskulpturen, entweder im modernistischen oder im eklektizistischen Stil, hauptsächlich für die Mausoleen auf dem städtischen Friedhof Cementiri de Montjuïc. Aus dieser Zeit ragen die Mausoleen der Familie Simó, entworfen von Josep Domènech i Estapà, und der Familie Riva, entworfen von Antoni Maria Galissà i Soqué, heraus. Er arbeitete aber auch an den Mausoleen der Familien Sadó (Entwurf Camil Oliveras i Gensana 1889) und Albareda (Entwurf Antoni Rovira i Trias 1889) und den Grabmalen von Josep Olano (Entwurf Claudi Duran i Ventosa 1896) sowie der Familie Nieto (Entwurf Leandre Serallach i Mas 1900) mit. Beim Mausoleum Albareda kam es zur ersten Zusammenarbeit mit Eusebi Arnau, eine Partnerschaft die später noch oft erneuert werden sollte.
Am 23. Mai 1900 gründete er zusammen mit seinem Bruder Josep die Gesellschaft „Gebrüder Juyol“, die sich der Steinbearbeitung und der Bildhauerei widmete. Im November 1900 arbeiteten beide Brüder an der Umgestaltung der Apotheke Boatella auf den Ramblas in Barcelona, die heute noch existiert. Daran wirkten auch der Glaskünstler Antoni Rigalt i Blanch und der Mosaizist Mario Maragliano mit. 1901 löste sich die Zusammenarbeit mit Josep wieder und das Atelier firmierte nur noch unter „Alfons Juyol“. Die bildhauerische Tradition wurde nach seinem Tod von seinem Sohn Alfons Juyol i Casallachs und später noch von seinem Enkel Alfons Juyol i Arenas fortgesetzt. Ab den 1990er Jahren arbeitete die Firma für mehr als 20 Jahre am Bau der Sagrada Familia mit, für die sie Säulen, Brüstungen, Bänke und Kapitelle lieferte. In vierter Generation besteht die Firma noch heute.

## Bedeutende Werke
Seinen ersten Großauftrag erhielt Alfons Juyol von Josep Puig i Cadafalch für die Casa Amatller, wo er den Großteil des Skulpturenensembles schuf, ausgenommen nur die herausragendsten Figuren, die Eusebi Arnau gestaltete. Diese Komplementärbeziehung mit Arnau, in der jener die herausgehobenen Stücke schuf und Alfons Juyol das gesamte übrige skulpturale Dekor anfertigte, wiederholte sich in der Fonda Espana, wo die Gebrüder Juyol u. a. den großen Alabasterkamin gestalteten. In der Casa Lleó Morera zeichnete Juyol für den Skulpturenschmuck der Fassade und einige Kapitelle im Inneren verantwortlich. Und am Tempel des Heiligsten Herzens auf dem Tibidabo stammen die Statuen der Heiligen Georg und Jakobus sowie die Muttergottes der Barmherzigkeit an der Fassade der Krypta (entstanden vor 1908) von seiner Hand.
Des Weiteren arbeitete er für Simó Cordomí i Carrera am Gebäude der Stadtverwaltung von Granollers und für Enric Sagnier am Gebäude der Zollverwaltung am Hafen von Barcelona. Für Bonaventura Pollés i Vivó gestaltete er 1905 das Grabdenkmal für den Schriftsteller und Dramaturgen Víctor Balaguer (*11.12.1824; † 14. Januar 1901; genannt Lo Trobador de Montserrat) auf dem städtischen Friedhof Vilanova i la Geltrú in Barcelona. Ein weiteres herausragendes Werk von Alfons Juyol ist die Casa Navàs in Reus, entworfen von Lluís Domènech i Montaner, in der sämtliche Skulpturen von ihm angefertigt wurden. Weitere gemeinsame Arbeiten mit Domènech i Montaner sind der Briefeinwurf am Haus des Erzdiakons in Barcelona, in dem ab 1895 die Anwaltskammer ihren Sitz hatte, und die Fassadengestaltung des Grand Hotels von Palma de Mallorca.
Sein bevorzugter Partner als Architekt war jedoch Josep Puig i Cadafalch, mit dem er außer an der Casa Amatller auch an der Casa Garí in Argentona (1898–1900), an der Casa Trinxet (1902–1904), am Palau del Baró de Quadras (1904–1906) und an der Casa Serra (1903–1908) zusammenarbeitete.

## Galerie

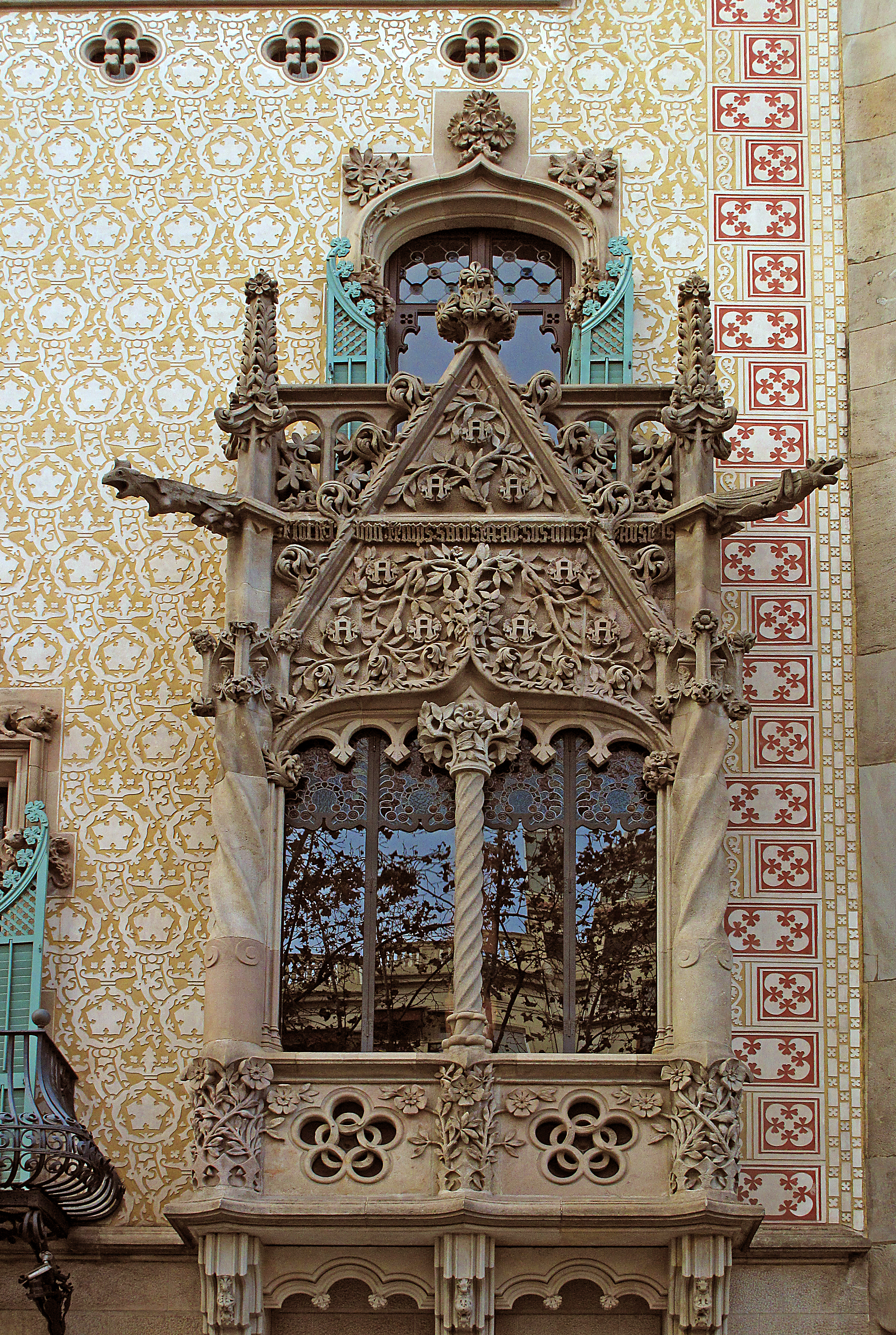
Neugotische Fassade der Casa Amatller 1898–1900
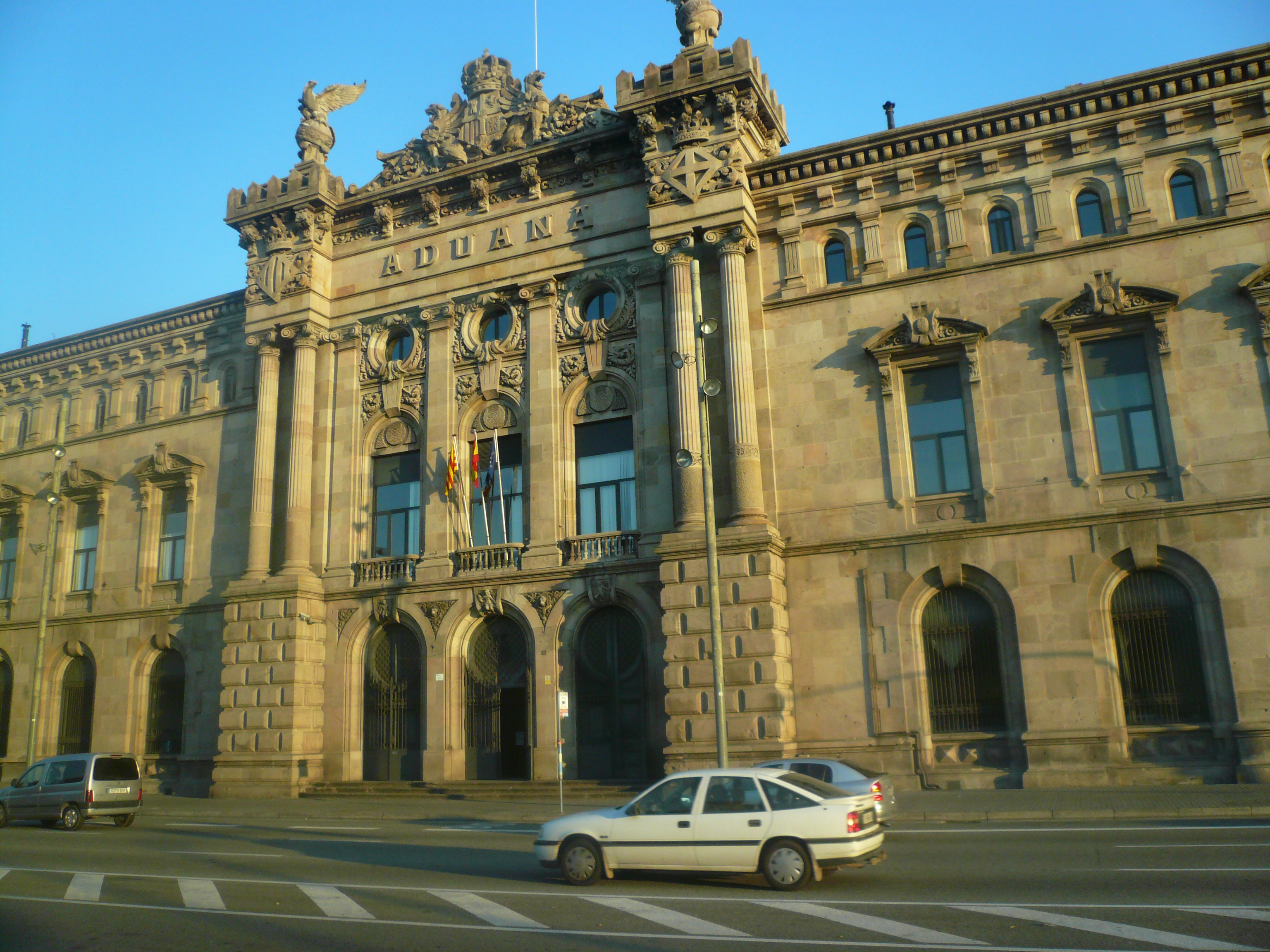
Zollverwaltung von Barcelona 1896–1902
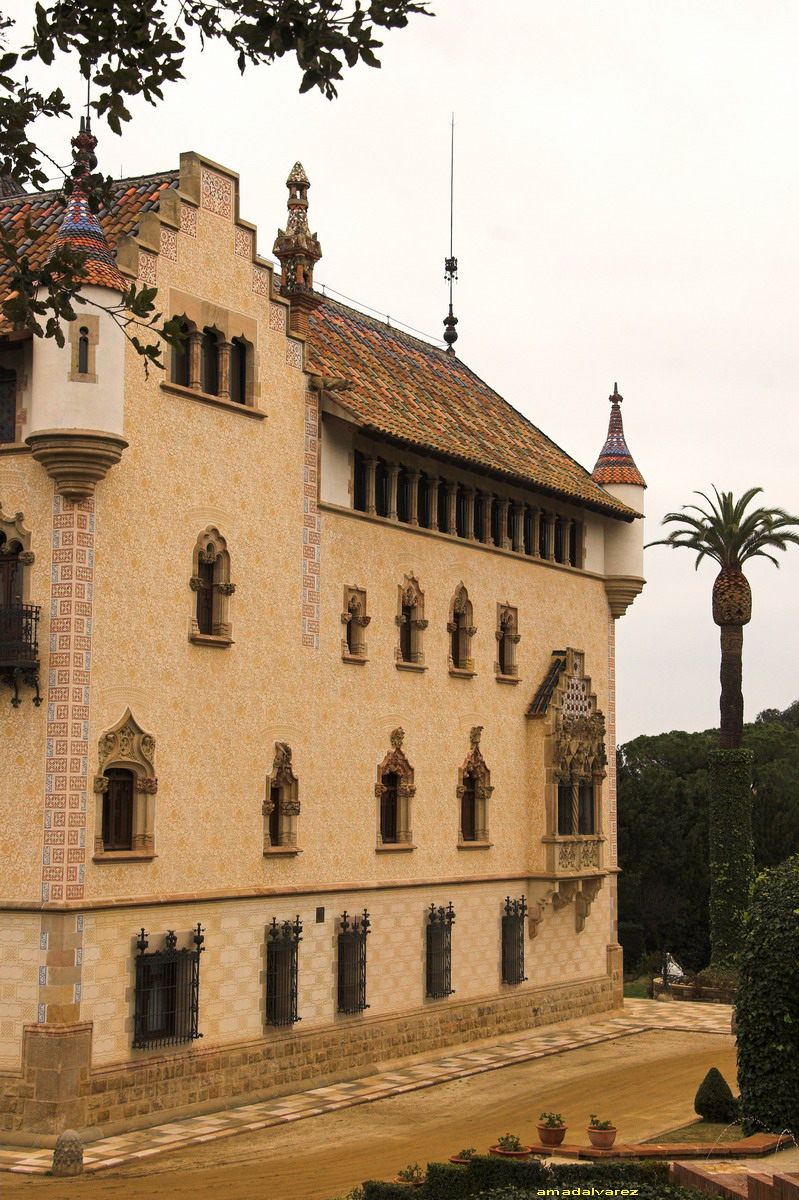
Casa Garí in Argentona 1898–1900
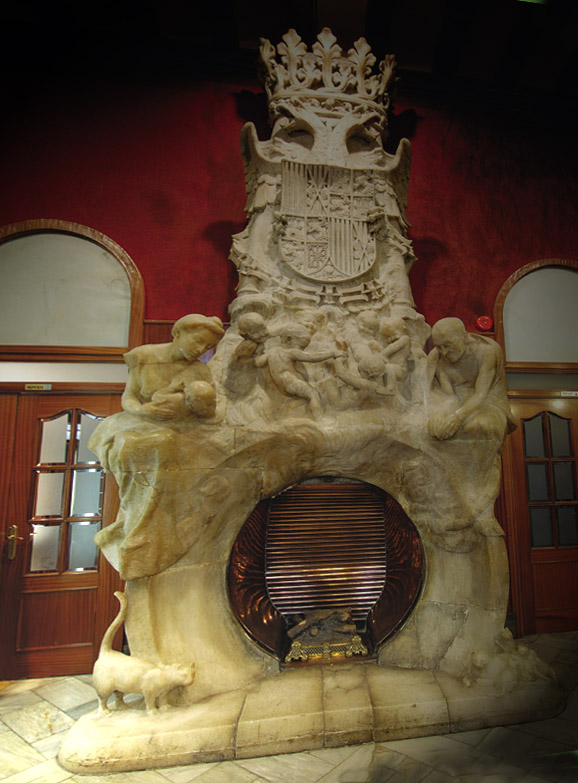
Alabasterkamin in der Fonda Espanya 1902–1903
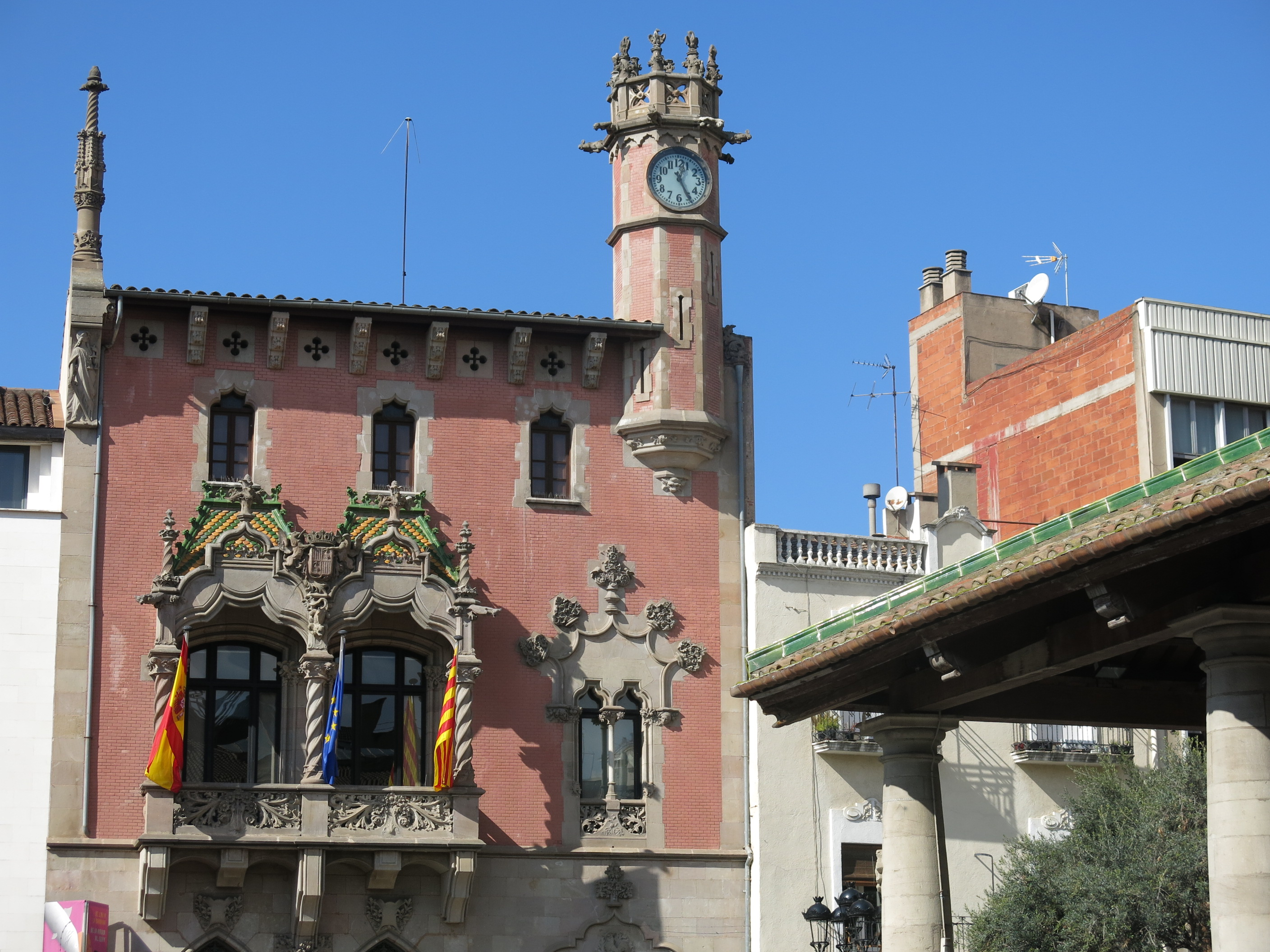
Rathaus von Granollers 1902–1904
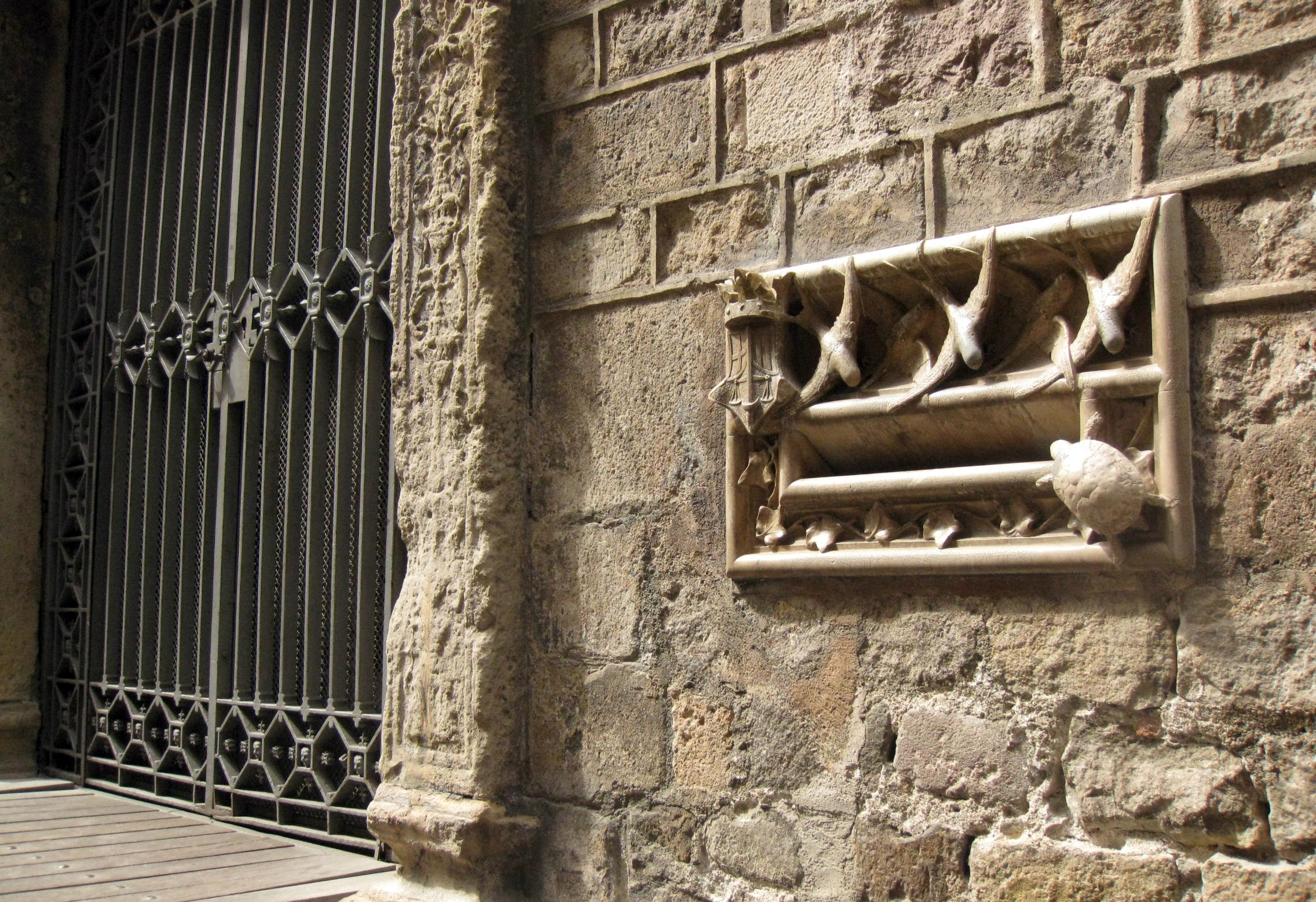
Briefeinwurf für die Anwaltskammer am Haus des Erzdiakons 1902
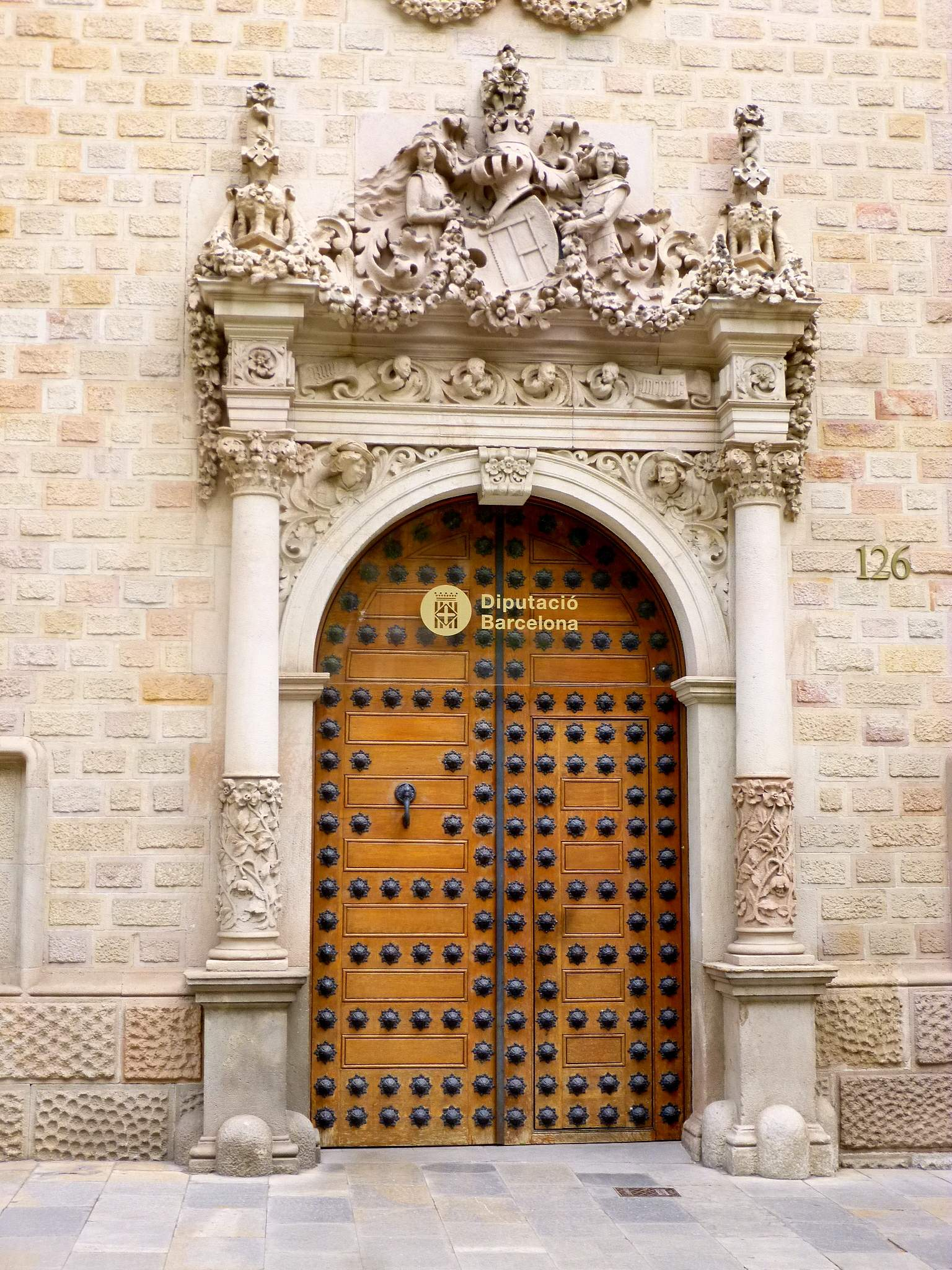
Casa Serra 1903–1908

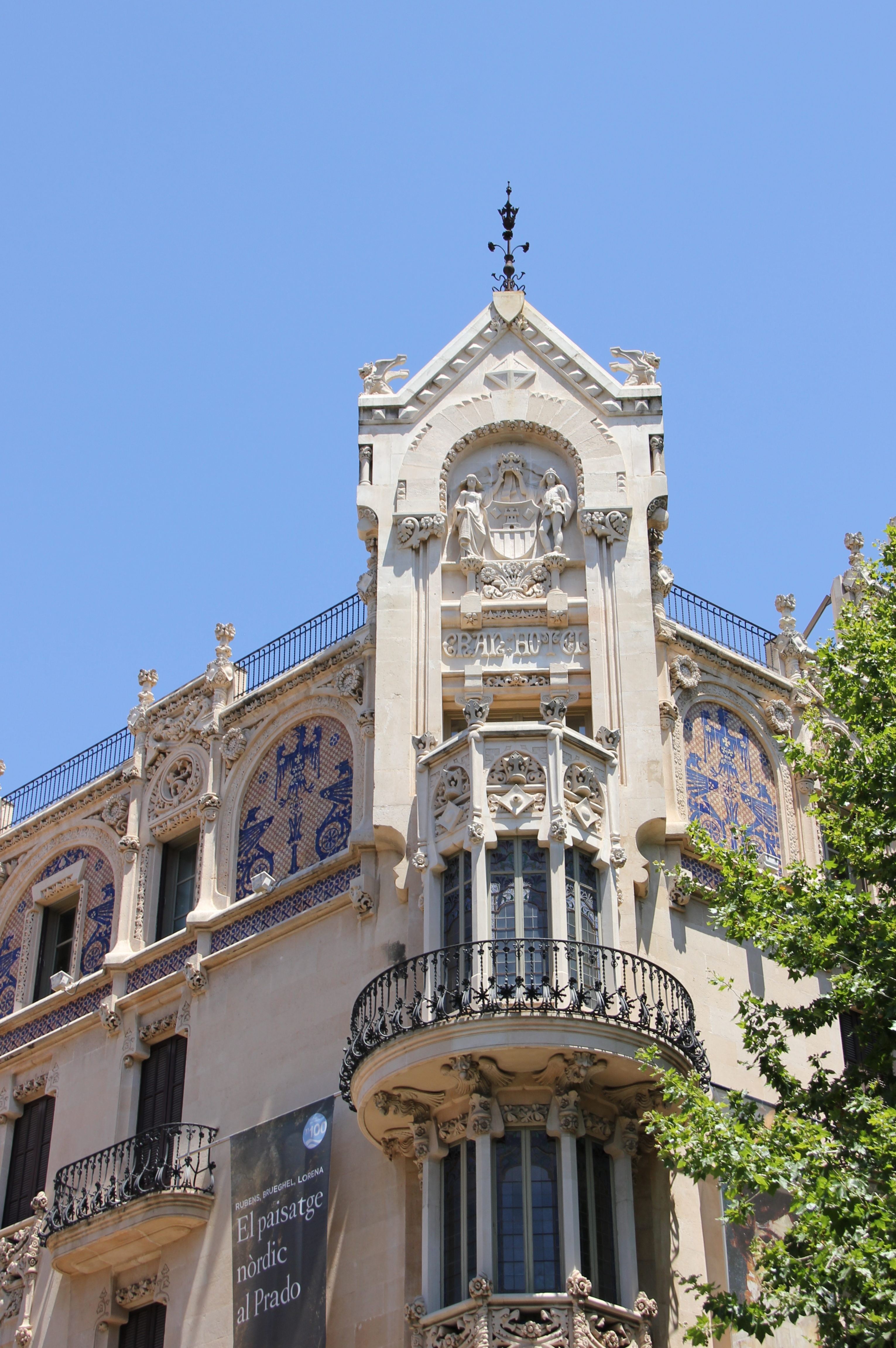
ehem. Grand Hotel von Palma de Mallorca 1903
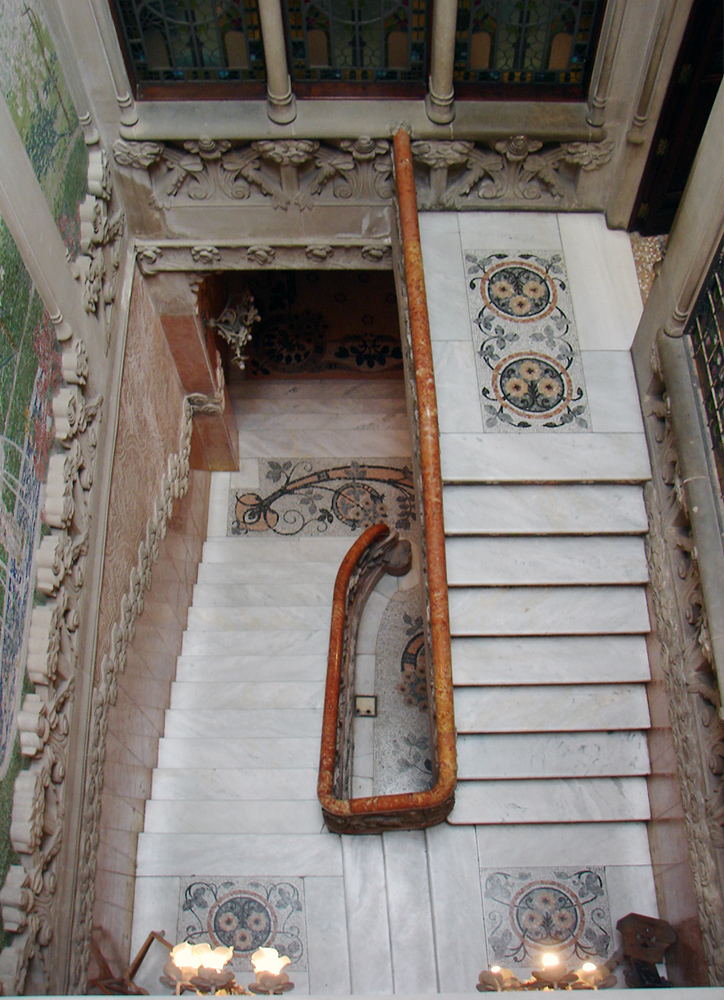
Haupttreppenhaus der Casa Navàs 1903–1907
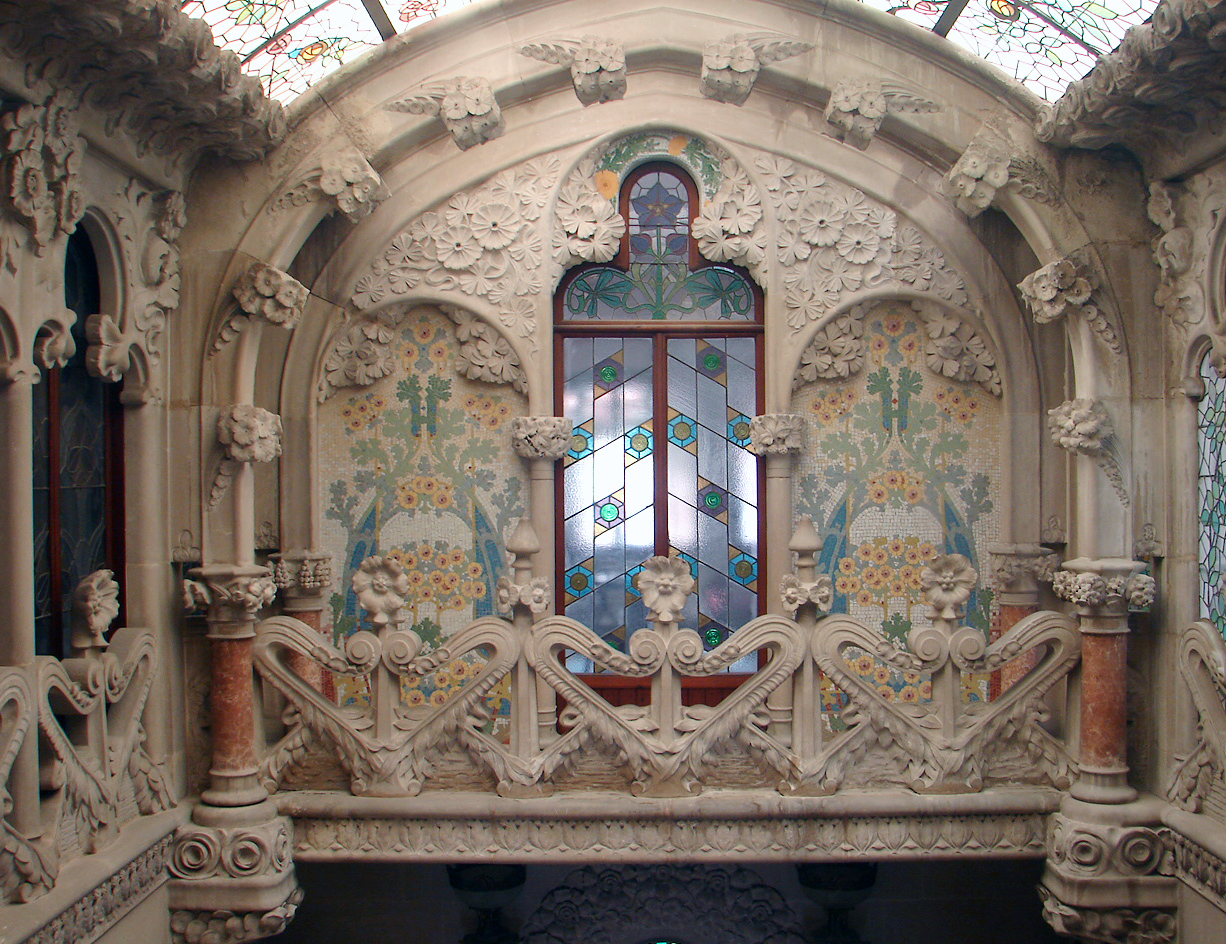
Absatz im ersten Obergeschoss der Casa Navàs 1903–1907
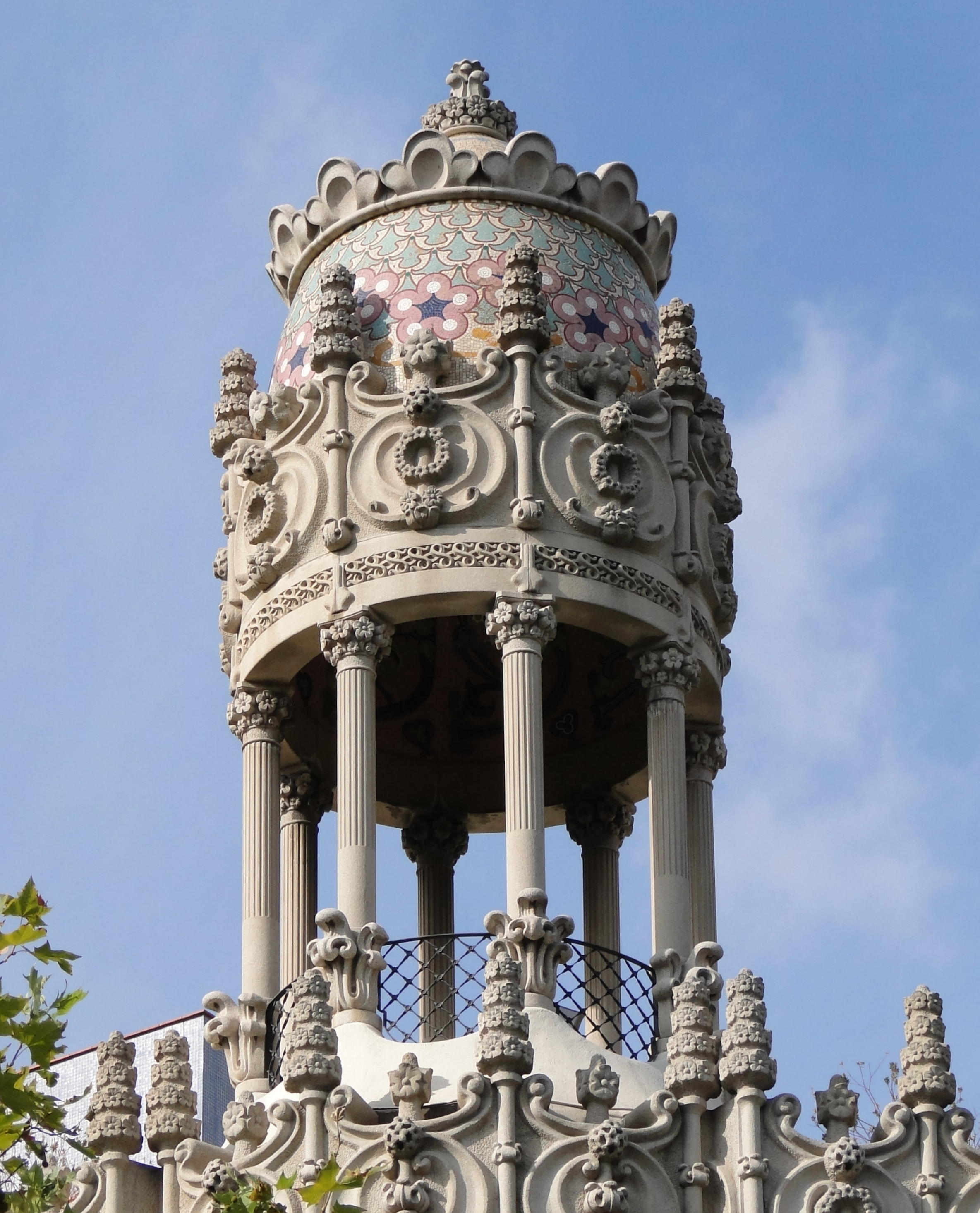
Tempelartige Bekrönung der Casa Lleó Morera 1904–1906
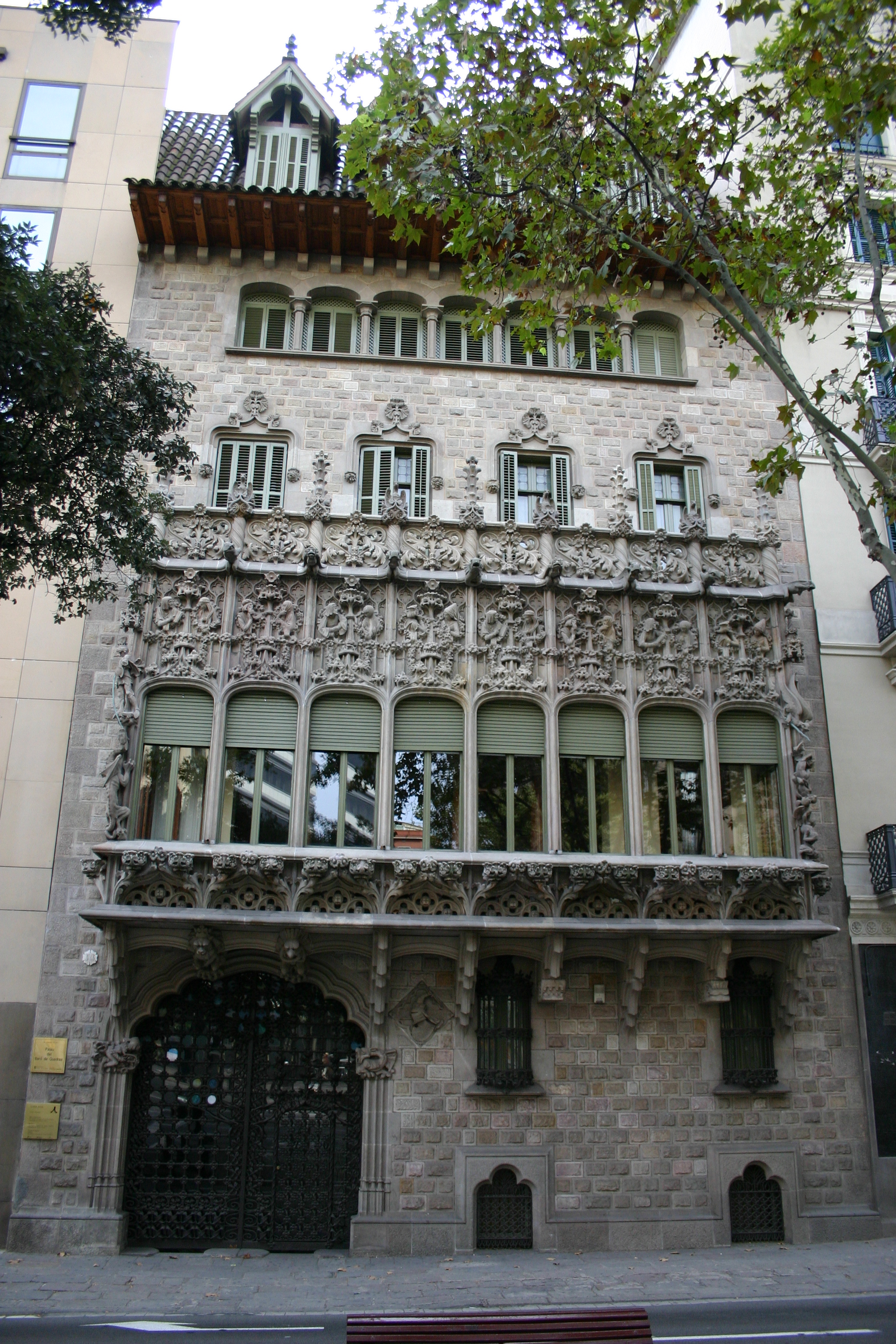
Palau del Baró de Quadras 1904–1906
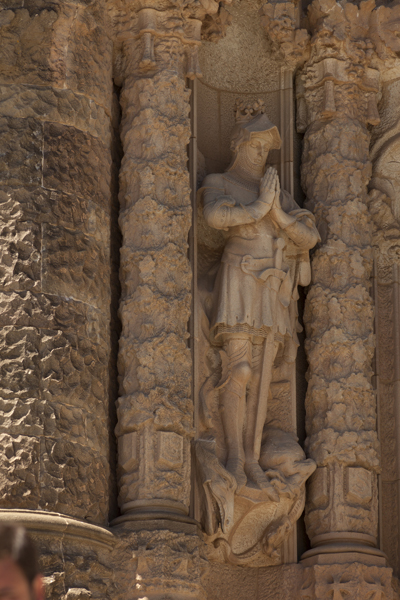
Sankt Georg am Sühnetempel auf dem Tibidabo 1904–1908
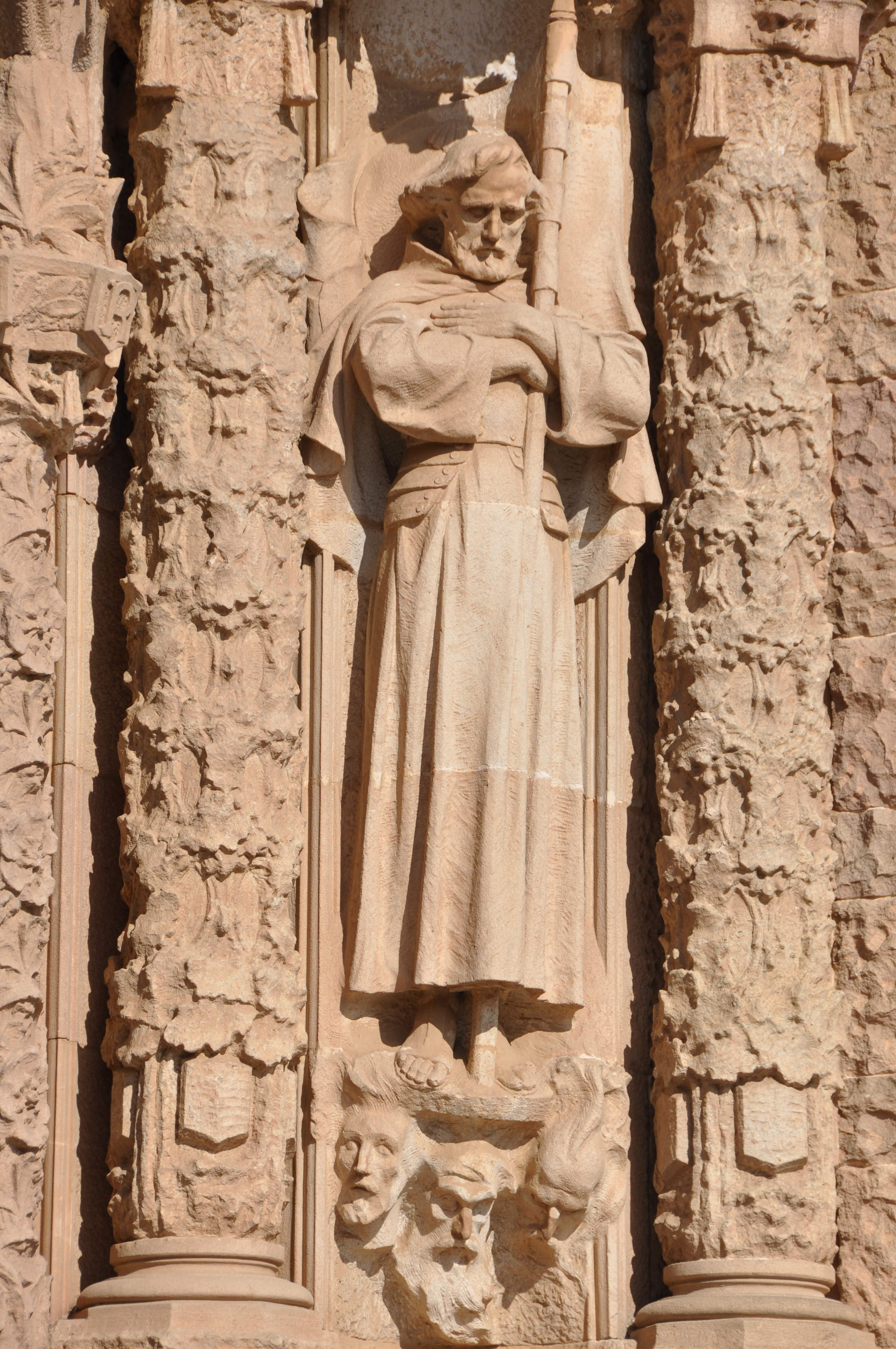
Sankt Jakobus der Ältere am Sühnetempel auf dem Tibidabo 1904–1908